# Любомир Босилков
Любомир Константинов Босилков е български офицер, генерал-майор.

## Биография
Любомир Босилков е роден е на 5 февруари 1883 г. в град София в семейството на просветния деец и революционер Константин Босилков и Анастасия Босилков, дъщерята на копривщенския свещеник Илия Кацаров, сестра на академик Гаврил Кацаров и генерал-майор Димитър Кацаров. През 1903 г. завършва Военното на Негово Княжеско Височество училище. Служи във 2-ри конен полк. От 1907 г. служи в Лейбгвардейския конен полк. Между 1908 и 1911 г. учи в Австрийската кавалерийска школа във Виена. От 1912 до 1913 г. е командир на взвод във втори ескадрон на Лейбгвардейския конен полк. През 1914 г. е сред основателите на българския жокей клуб. От 1915 г. е командир на ескадрон в същия полк. От 15 декември 1918 до 1920 г. е командир на Лейбгвардейския конен полк. Известно време е командир на първи конен полк. Между 12 януари и април 1923 г. е командир на пети конен полк. От 1923 г. служи в щаба на жандармерията, а от следващата година е на служба във Военното училище, след което от 1925 г. отново е на служба в Лейбгвардейския конен полк. През 1927 г. е назначен на служба в 1-ва конна група. През 1929 г. става инспектор на пограничната стража и началник на канцеларията на Военното министерство. През 1931 г. е назначен за командир на шеста пехотна бдинска дивизия, а през 1933 г. отново е началник на канцеларията на министерството. През 1934 г. става началник на 1-ва военноинспекционна област и по-късно същата година излиза в запас. Носител е на Орден за Храброст 3 и 4 степен. През 1931 г. е удостоен с орден „Свети Александър“ III степен.

## Семейство
Любомир Босилков е женен и има 2 деца.

## Военни звания
- Подпоручик (1903)
- Поручик (1906)
- Капитан (1910)
- Майор (11 февруари 1916)
- Подполковник (27 февруари 1918)
- Полковник (30 януари 1923)
- Генерал-майор (31 октомври 1930)